# Арчене
А̀рчене (на италиански: Arcene; на ломбардски: Arsen, Арсен) е малкло градче и община в Северна Италия, провинция Бергамо, регион Ломбардия. Разположено е на 152 m надморска височина. Населението на общината е 4837 души (към 2017 г.).